# David Svoboda (Bildhauer)
David Svoboda (* 5. Februar 1975 in Prachatice, Tschechoslowakei) ist ein tschechischer Bildhauer.

## Leben
Svoboda studierte von 1998 bis 2004 figurative Bildhauerei bei Jan Hendrych an der Akademie der Bildenden Künste in Prag. Nach dem Studium löste er sich vom Figurativen und wandte sich dem Material als solchem und seinen Formen zu. Er arbeitet mit Metallen (z. B. Zinn), hauptsächlich aber mit Stein. Svoboda lebt in Tschechien, Deutschland und Spanien.

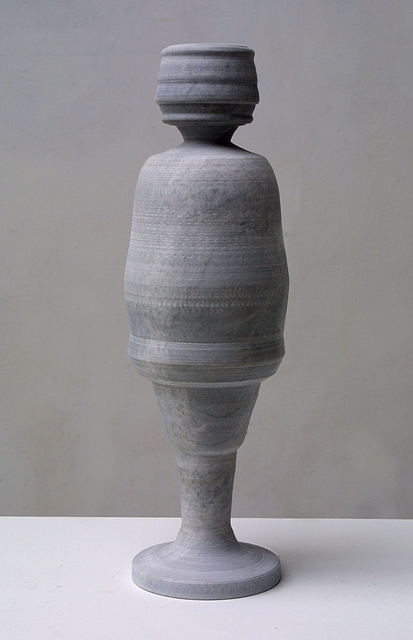
Figur, 2004
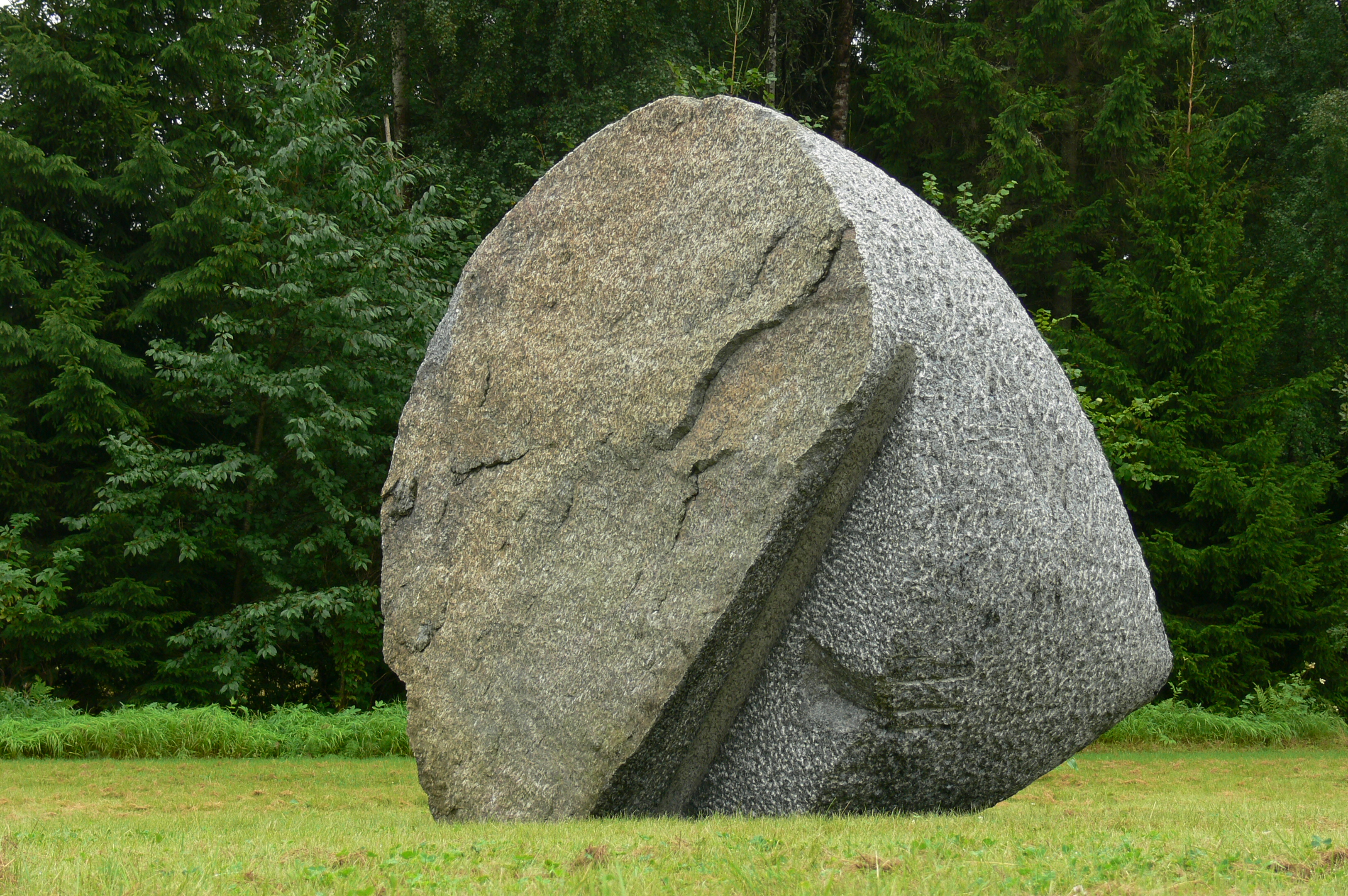
Ohne Titel, Norwegen 2011
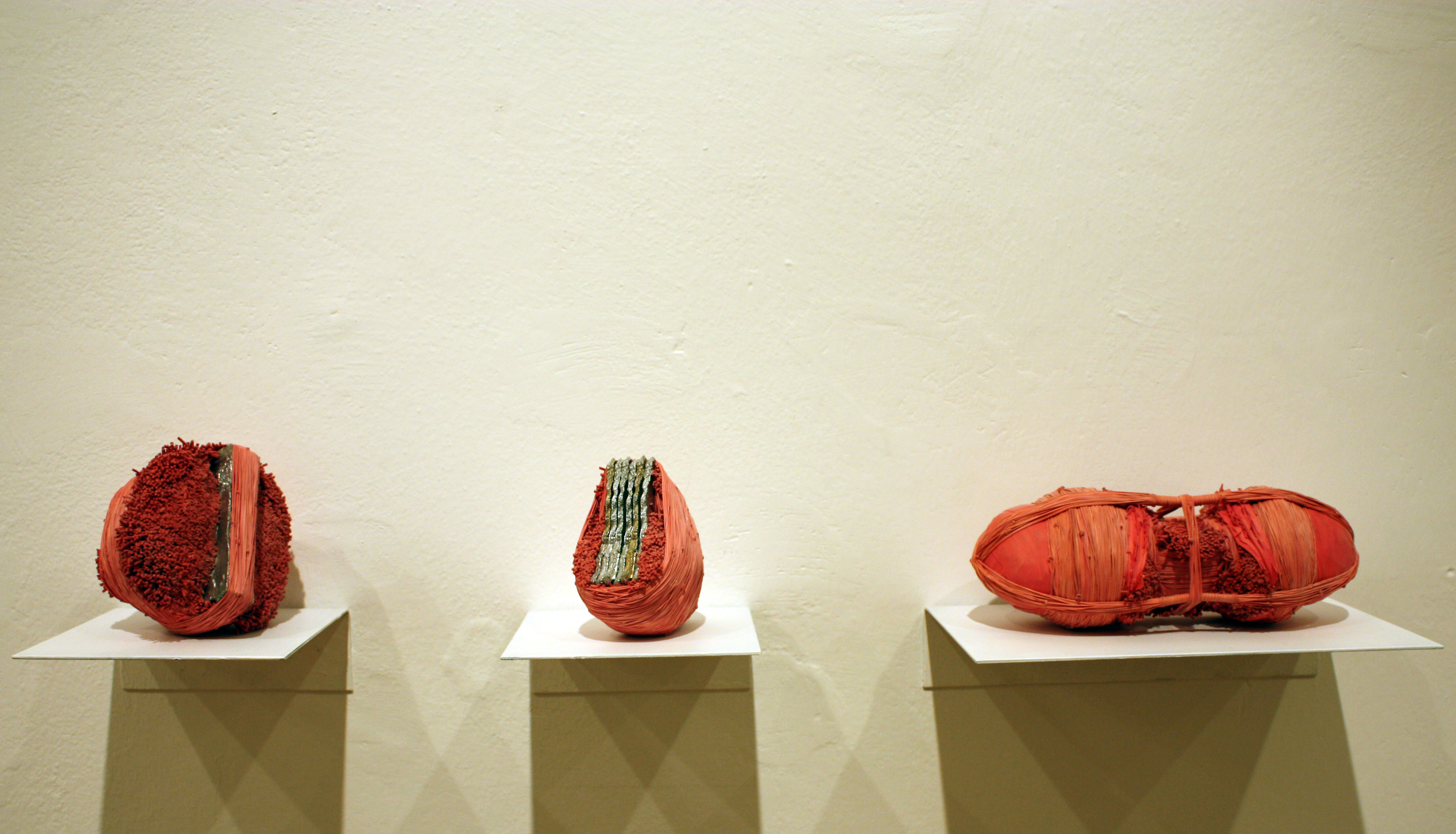
Ranken 1–3, 2009
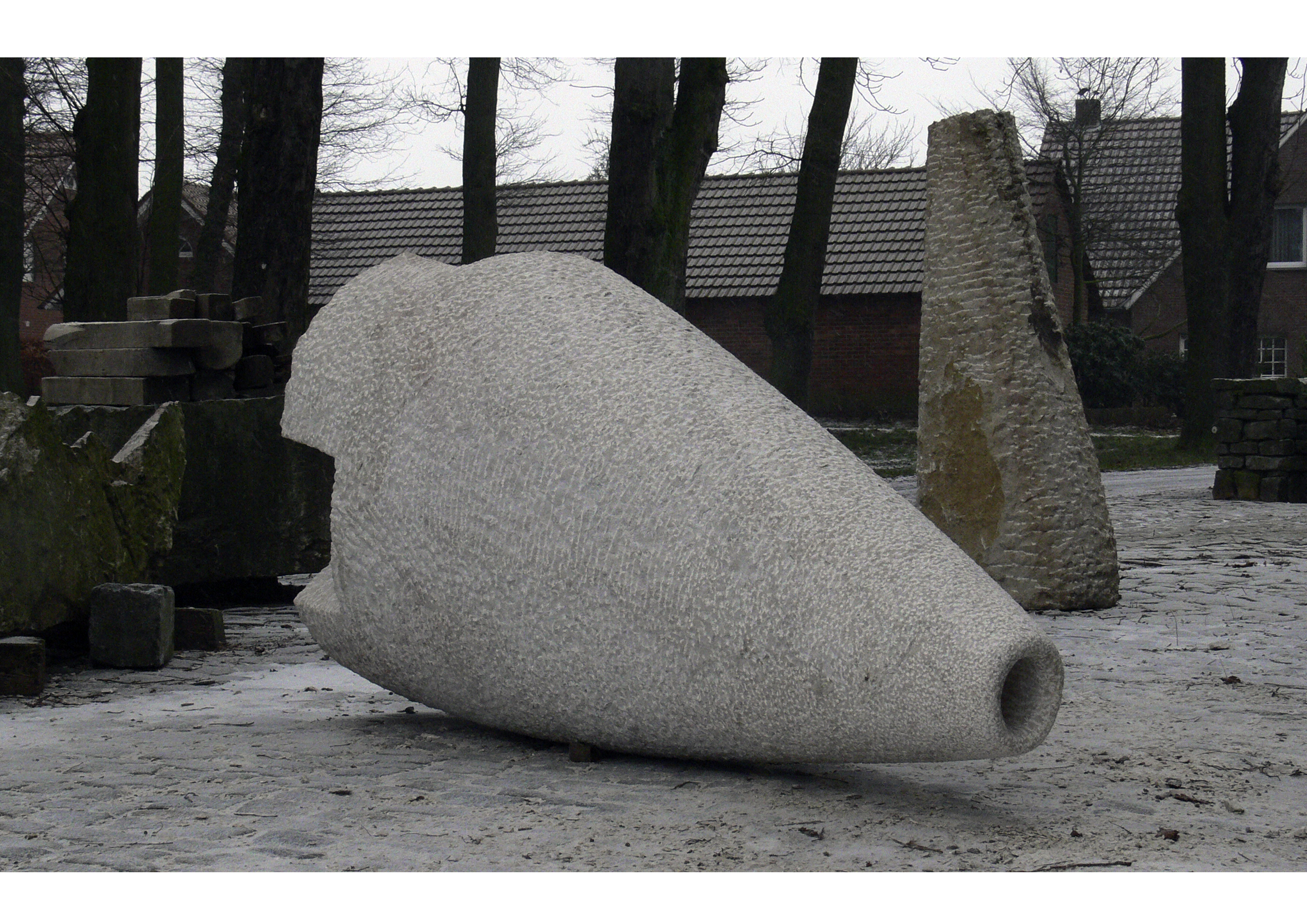
Kee, 2010
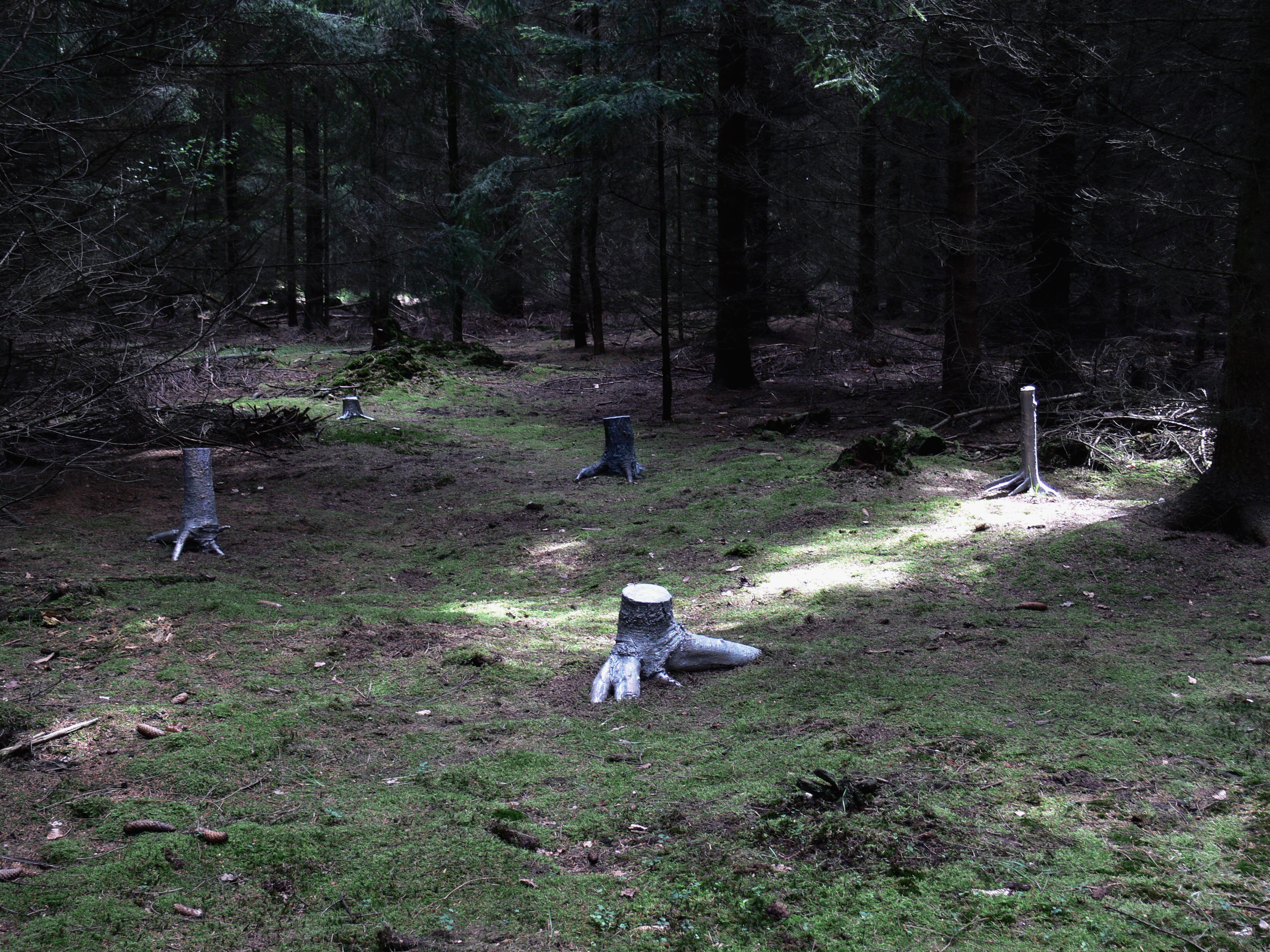
Silberwald, 2007

## Ausstellungen, Symposien, Stipendien, Realisationen
- 2001 Schwarzenberger Schwemmkanal Skulpturweg, „Wächter“, Dioryt, 4,5 m
- 2003 Symposium ‚Quellen’, Stolpe
- 2004 Galerie Kunstraum-b, Kiel, Gruppenausstellung
- 2004 Arbeitsaufenthalt in Carrara, Italien
- 2006 Miloslav Chlupáč Stipendium, Internationale Sommerakademie für Bildende Kunst in Salzburg
- 2007 AVU 18, Nationalgalerie Prag, Gruppenausstellung, Prag
- 2007 „Silberwald“, Skulpturlandschaft, Osnabrück (zusammen mit Susanne Tunn)
- 2007/2010 „Parcours“, Galerie KG Frei Räume, Hallein
- 2009 „Echo“, Galerie Mesic ve dne, Budweis
- 2011 Symposium Norge, Steinbruch Stalaker, Larvik, Norwegen
- 2015 konkretmehrraum, Kunsthalle Dominikanerkirche Osnabrück (Ausstellungsbeteiligung)